# Kelvinator
Kelvinator est une compagnie d’appareils électroménagers fondée en 1914 à Détroit (Michigan), États-Unis. Elle tire son nom de William Thomson 1er Baron de Kelvin, qui développa une échelle de mesure de la température débutant au zéro absolu, car la compagnie produisait alors surtout des glacières et des réfrigérateurs domestiques. Elle est maintenant intégrée à la firme suédoise Electrolux SA, et le nom Kelvinator n’est plus qu’une marque de commerce.

## Histoire

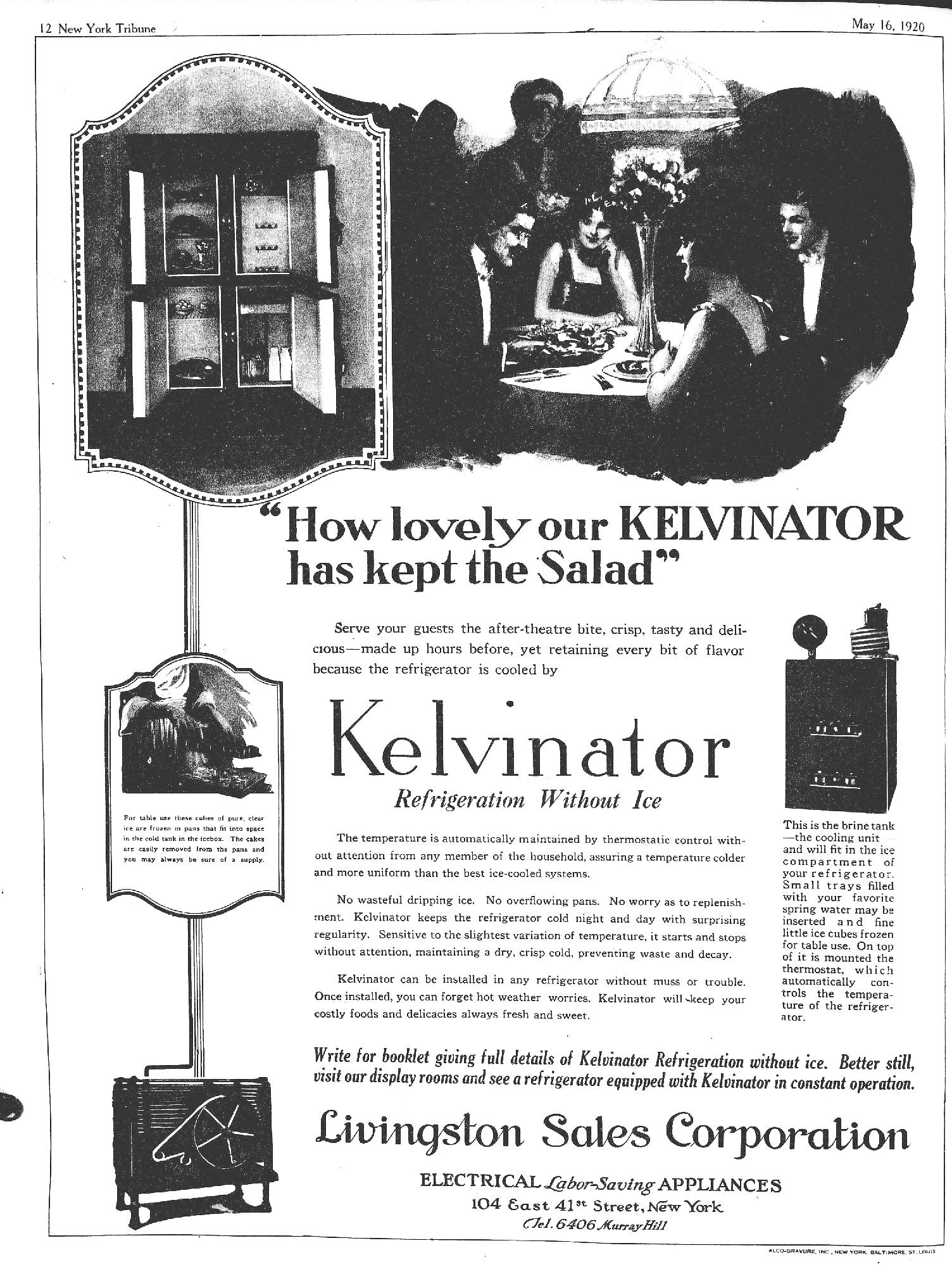
Publicité Kelvinator américaine de 1920. "Comme notre Kelvinator a bien conservé la salade !".

L'entreprise Kelvinator commence à commercialiser son premier réfrigérateur à contrôle automatique en 1918.
En 1926, Kelvinator achète la compagnie Leonard, fondée en 1881. La même année la firme achète Nizer Corporation. En 1928, George W. Mason en devient le président. Il augmente la part de marché de la compagnie jusqu’en 1936, malgré la Grande Dépression, en coupant les coûts de production. En 1936, Mason est approché par le constructeur automobile américain Nash Motors afin de devenir leur nouveau président. Il accepte à condition d’intégrer Kelvinator à Nash. Le 4 janvier 1937, les deux compagnies fusionnent et deviennent Nash-Kelvinator Corporation.
En 1952, la nouvelle compagnie achète Altorfer Bros. Company, un fabricant de laveuses, et la division Kelvinator élargit ainsi la gamme de ses produits. Lors de la fusion de Nash-Kelvinator et Hudson Motor Car Company en 1954, Kelvinator devient une division d’American Motors Corporation (AMC). En 1968, AMC vendra Kelvinator à White Consolidated Industries, qui possédait déjà les marques Frigidaire, Gibson, Tappan et White-Westinghouse, afin d’obtenir des fonds lors d’une passe difficile. Cette même année, elle sponsorise une équipe cycliste, qui participe notamment au Tour d'Italie. White Consolidated devint finalement Frigidaire Company et fut achetée en 1986 par Electrolux de Suède.

## Distinctions
Kelvinator fut le premier fabricant, dans les années 1950, de réfrigérateurs sans givre avec congélateur et section froide côte-à-côte. Dans les années 1960, la compagnie introduisit des réfrigérateurs dont les portes pouvaient servir de cadres afin de s’harmoniser avec le décor de la cuisine. Kelvinator produisit également des systèmes de climatisation pour les automobiles de AMC.